# Гута (Свентокшиське воєводство)
Гута (пол. Huta) — село в Польщі, у гміні Радошиці Конецького повіту Свентокшиського воєводства.
Населення — 91 особа (2011).
У 1975—1998 роках село належало до Келецького воєводства.

## Демографія
Демографічна структура на день 31 березня 2011 року:
|          | Загалом | Допрацездатний вік | Працездатний вік | Постпрацездатний вік |
| -------- | ------- | ------------------ | ---------------- | -------------------- |
| Чоловіки | 53      | 17                 | 31               | 5                    |
| Жінки    | 38      | 5                  | 23               | 10                   |
| Разом    | 91      | 22                 | 54               | 15                   |